# Kenya Pipeline FC
Kenya Pipeline Football Club w skrócie Kenya Pipeline FC – kenijski klub piłkarski z siedzibą w mieście Nairobi, działający w latach 1978–2005, grający niegdyś w kenijskiej pierwszej lidze.

## Sukcesy
- Puchar Kenii[1]:
  - zwycięstwo (1): 2002.

## Występy w afrykańskich pucharach
| Sezon | Rozgrywki                 | Runda   | Kraj    | Klub            | Dom | Wyjazd | Dwumecz      |
| ----- | ------------------------- | ------- | ------- | --------------- | --- | ------ | ------------ |
| 2003  | Puchar Zdobywców Pucharów | wstępna | Seszele | Anse Réunion FC | 2–1 | 1–2    | 3–3 (k. 9–8) |
| 2003  | Puchar Zdobywców Pucharów | 1       | Zambia  | Power Dynamos   | 0–2 | 0–1    | 0–3          |

## Stadion
Domowe mecze klub rozgrywał na stadionie o nazwie Majaliwa Stadium w Ruangwie. Stadion mógł pomieścić 2 tys. widzów.

## Reprezentanci kraju grający w klubie
Stan na styczeń 2023.
| - Bernard Agunda - Zablon Amanaka - Joseph Apindi - Moses Gitau | - Tiellen Oguta - Sammy Omollo - Godfrey Osama - McDonald Mariga |